# Hagymatikum
A Makói Termál- és Gyógyfürdő (a létesítmény által kibocsátott marketinganyagokon a Hagymatikum, a fürdők fürdője) egy élmény-, gyógy- és wellnessrészlegekkel is rendelkező fürdőkomplexum a belváros szívében, Makó legjelentősebb turisztikai vonzereje. Az először 1956-ban felszínre hozott termálvízre öt évvel később épült első ízben kiszolgáló épület. Az eredetileg főként tisztasági célokat szolgáló strandfürdő a rendszerváltás után fokozatosan átalakult, előbb a gyógyászati részleg épült ki, majd a 2000-es évek óta a városvezetés már központi kérdésként tekintett a fürdő bővítésére és élményelemekkel való felruházására, lévén ettől a vendégforgalom megnövekedését és a turizmus meghonosítását várták. Az egyedülálló organikus épületegyüttes legnagyobb, 2012 januárjában átadott részét Makovecz Imre, a kortárs magyar építészet legismertebb alakja tervezte. A 2007-es tanuszoda-komplexum Makovecz tanítványának, Csernyus Lőrincnek a munkája.

## Története

### A fürdő hőskora
1956-ban történtek az első kútfúrások az akkori Járási Tanácsháza – a régi városháza – udvarán. A termálkútból 993 méter mélyről 41 °C-os alkálihidrogén-karbonátos víz tört föl. A tanácsháza udvarán ideiglenes medencét építettek, ami az első években csak tisztasági célokat szolgált, a helyiek néplavórként emlegették. 1961-ben láttak hozzá a fürdő építéséhez, a kiviteli tervek menet közben is többször módosultak; végül pancsolót, ülőpados gyógyvizes termálmedencét és 50 méteres strandmedencét alakítottak ki. A fürdő új épületének lapos teteje napozóteraszként funkcionált, tornyának jellegzetes motívuma lett az ott elhelyezett óra. A fürdő két évvel később, 1963-ban nyílt meg hivatalosan. A strandfürdő még ekkor is elsősorban tisztasági célokat szolgált, ennek érdekében helyezték el a fürdőfunkciókat kiszolgáló épület belsejében a 12 tisztasági kádfürdőt, valamint alakították ki a szekrényes és kabinos öltözőrendszert, a szükséges vizesblokkokat és az egy-egy meleg- illetve hideg vizes kutat. 1982-től a tisztasági kádfürdők helyén gyógyászati részleg áll a vendégek rendelkezésére.

### A kilencvenes évek
A rendszerváltás után a fürdő fokozatosan a gyógyászat és a vendégkör szélesítését célzó bővítések irányába mozdult el: 1990 óta az ide látogatóknak lehetőségük van igénybe venni elektromos- és a marosi gyógyiszap jótékony hatását kiaknázó kezeléseket. Magyarországon mindössze öt gyógyiszapot tartanak számon, amik közül a marosi fő tömegét szervetlen eredetű ásványi anyagok alkotják, ezért a maga nemében az egész országban egyedülálló – 1961-es hivatalos jegyzékbe vétele óta sikerrel használják idült mozgásszervi panaszok, nőgyógyászati gyulladások, bőr- és ideggyógyászati betegségek kezelésére. 1991-ben a fürdő elnyerte a Körzeti Besorolású Gyógyfürdő minősítést. 1993-ban egy komplex kád került elhelyezésre a fürdőben, ahol ennek révén ezentúl a szénsavfürdő, az elektromos kádfürdő, az örvényfürdő és a víz alatti sugármasszázs jótékony hatását is élvezhették az ide látogatók. Egy évvel később az ötven méteres strandmedencét feszített víztükrű, vízforgatós rendszerű hideg vizes olimpiai úszómedencévé alakították át, és ekkortól fedték is azt le tél idején légtartásos sátorral. 1995 óta van mód a víz alatti csoportos gyógytornára és a csoportos gyermek gyógyúszásra is.

### A fürdőfejlesztés mint kitörési pont

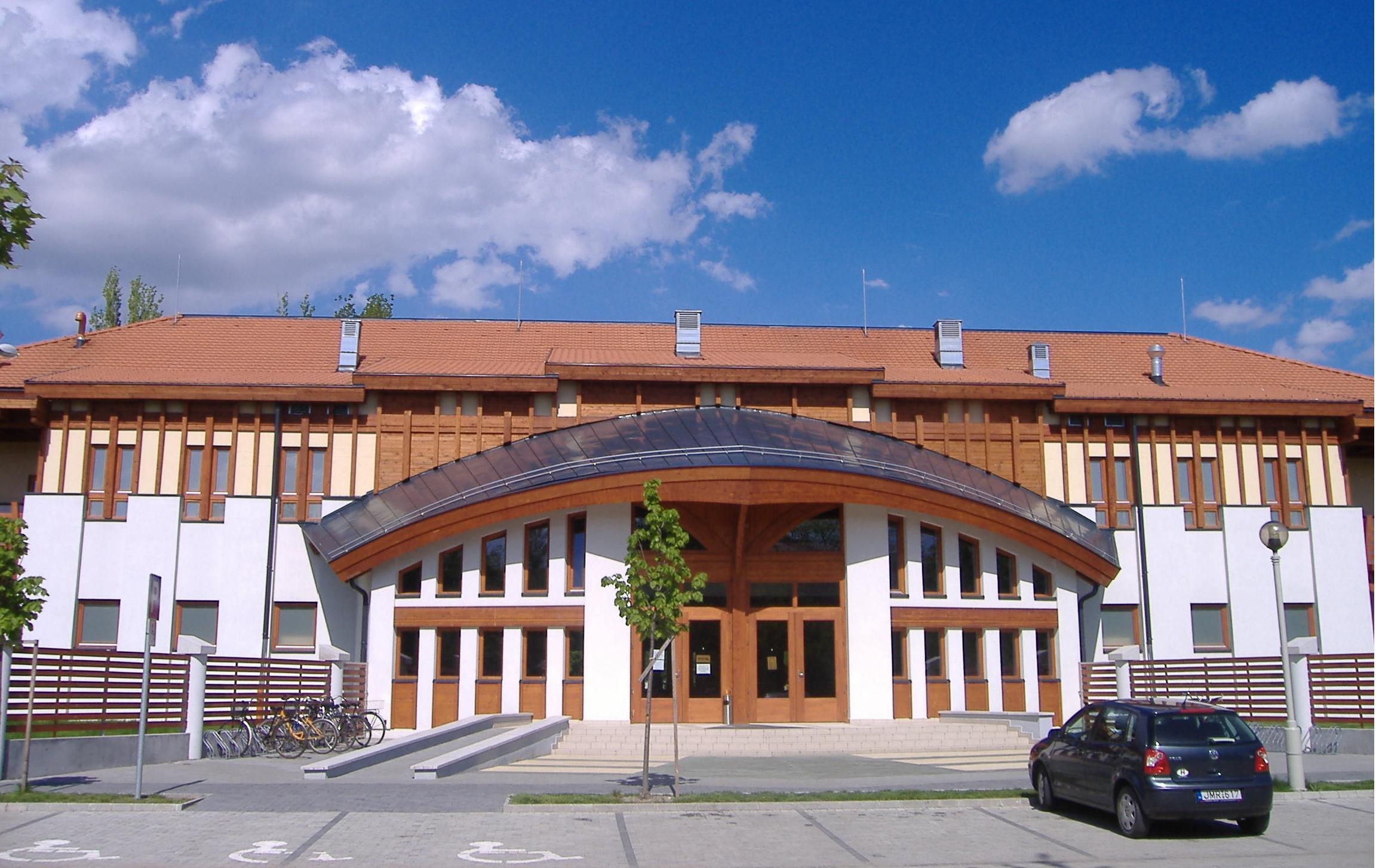
A 2007-ben átadott tanuszoda épülete tervező: Csernyus Lőrinc

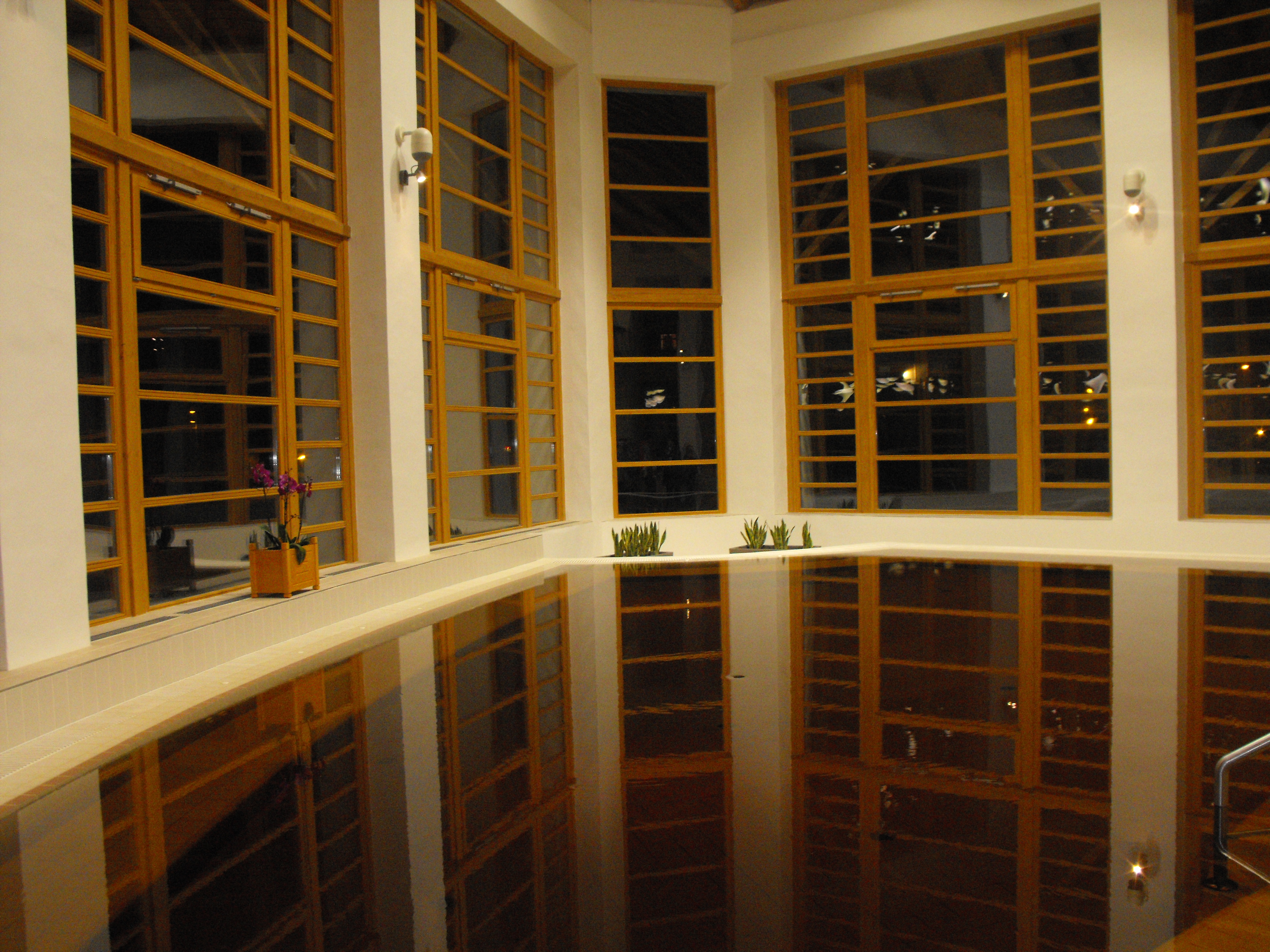
A 2012-ben átadott beltéri gyógyvizes medence

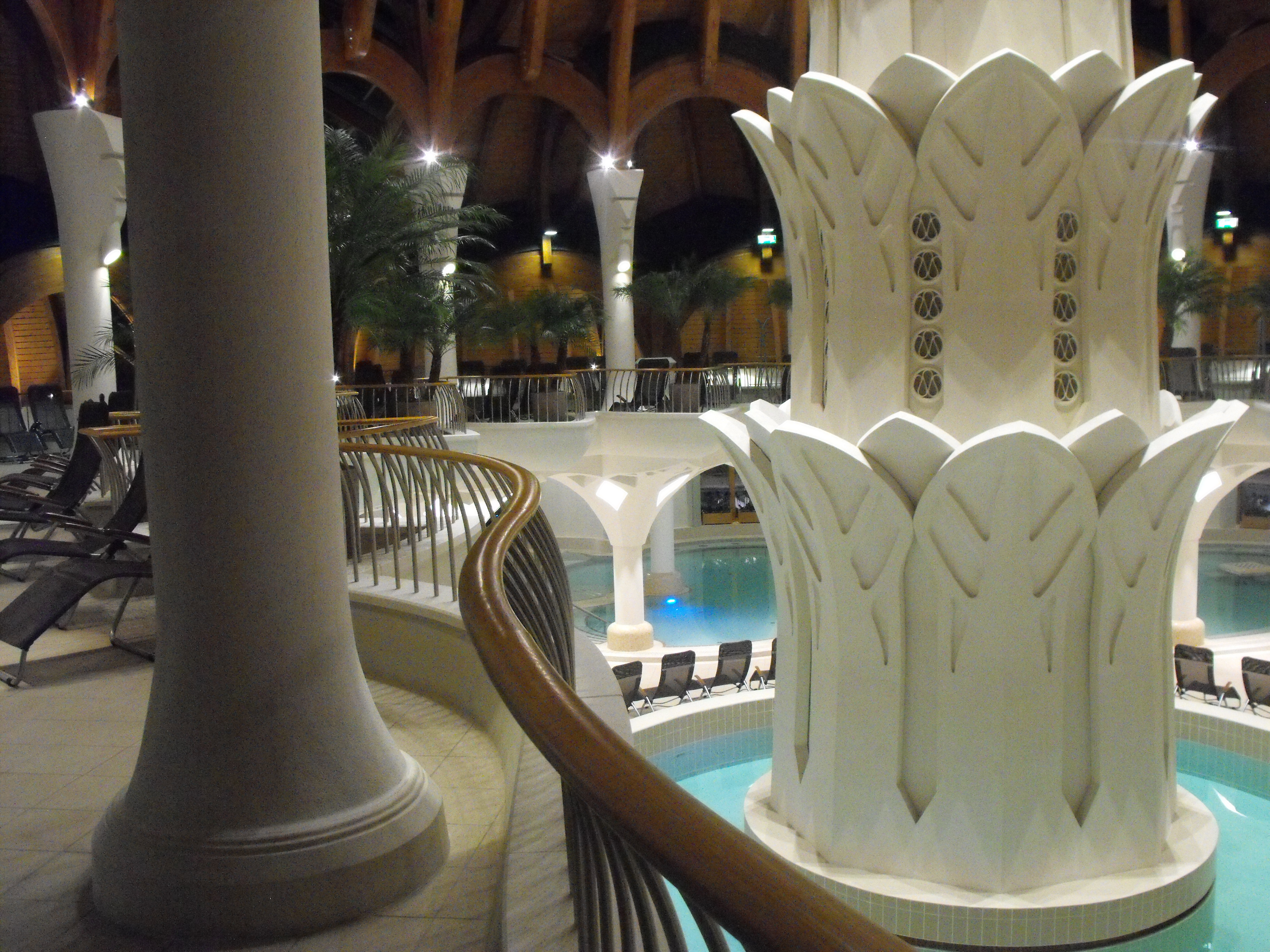
Az élménymedencetér, középen a tíz méter magas életfa-oszloppal

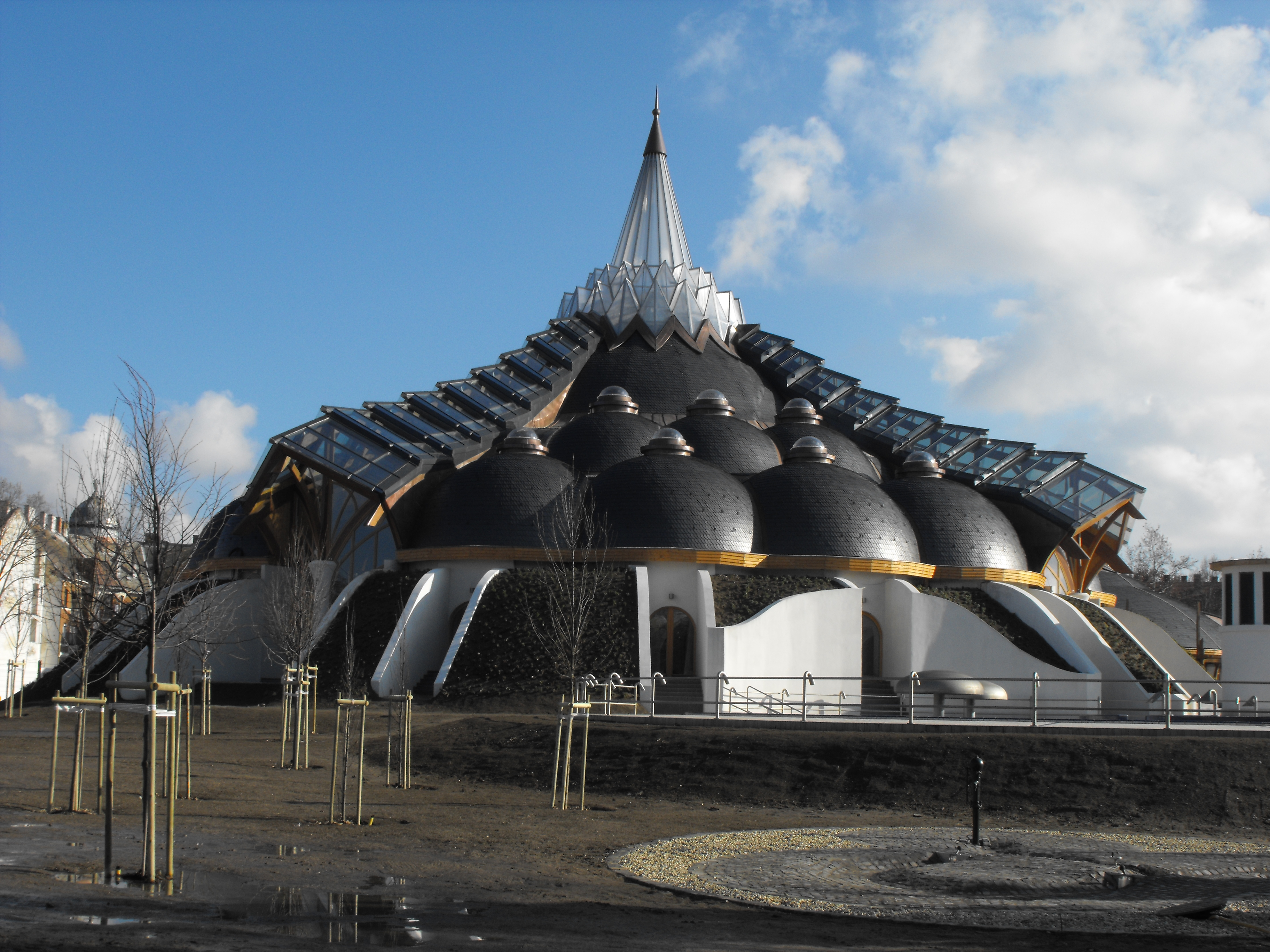
Az épületegyüttes legkarakteresebb, a fedett élménymedencéket magába foglaló része

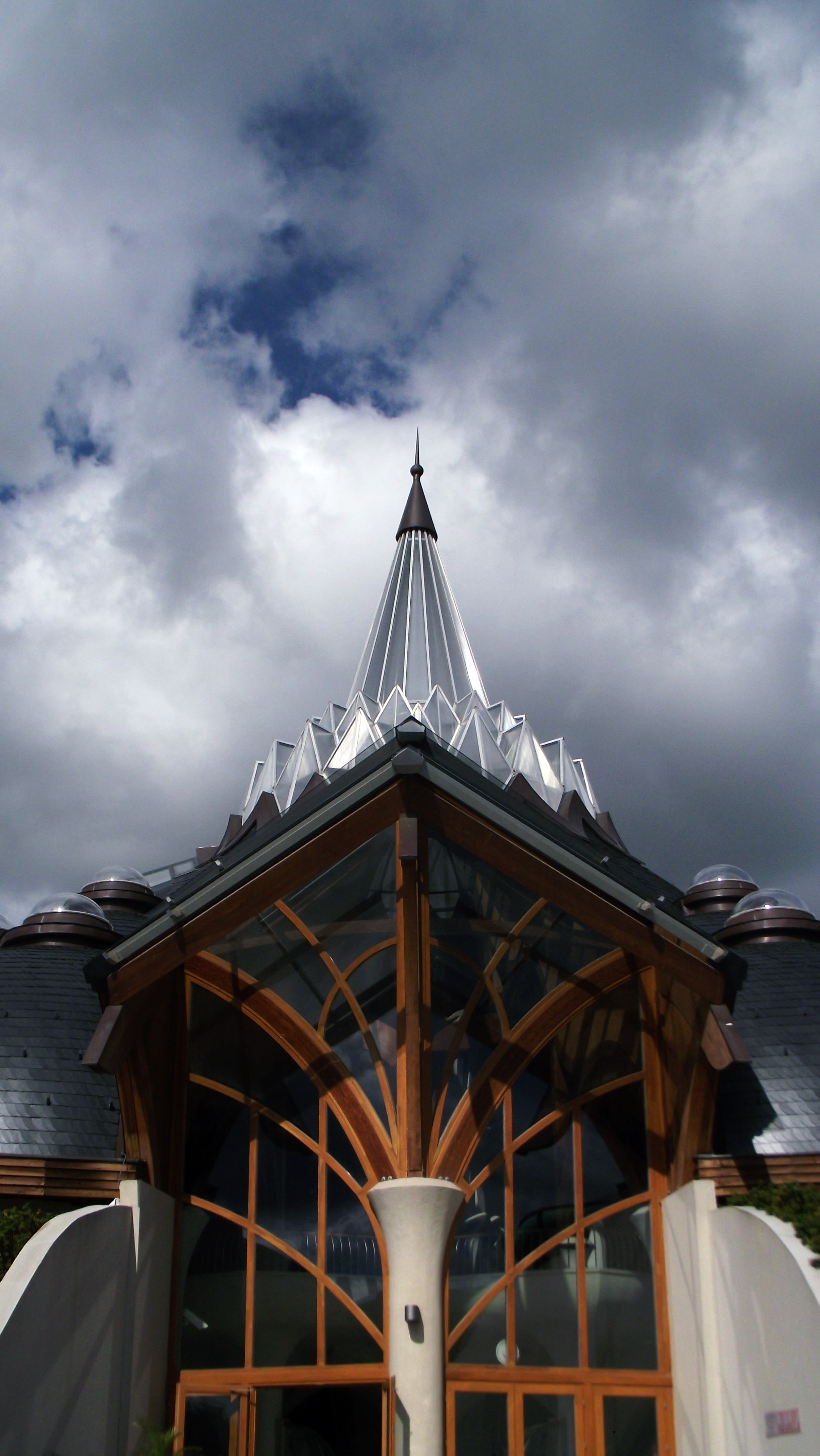
Bejárat a külső medencék felől

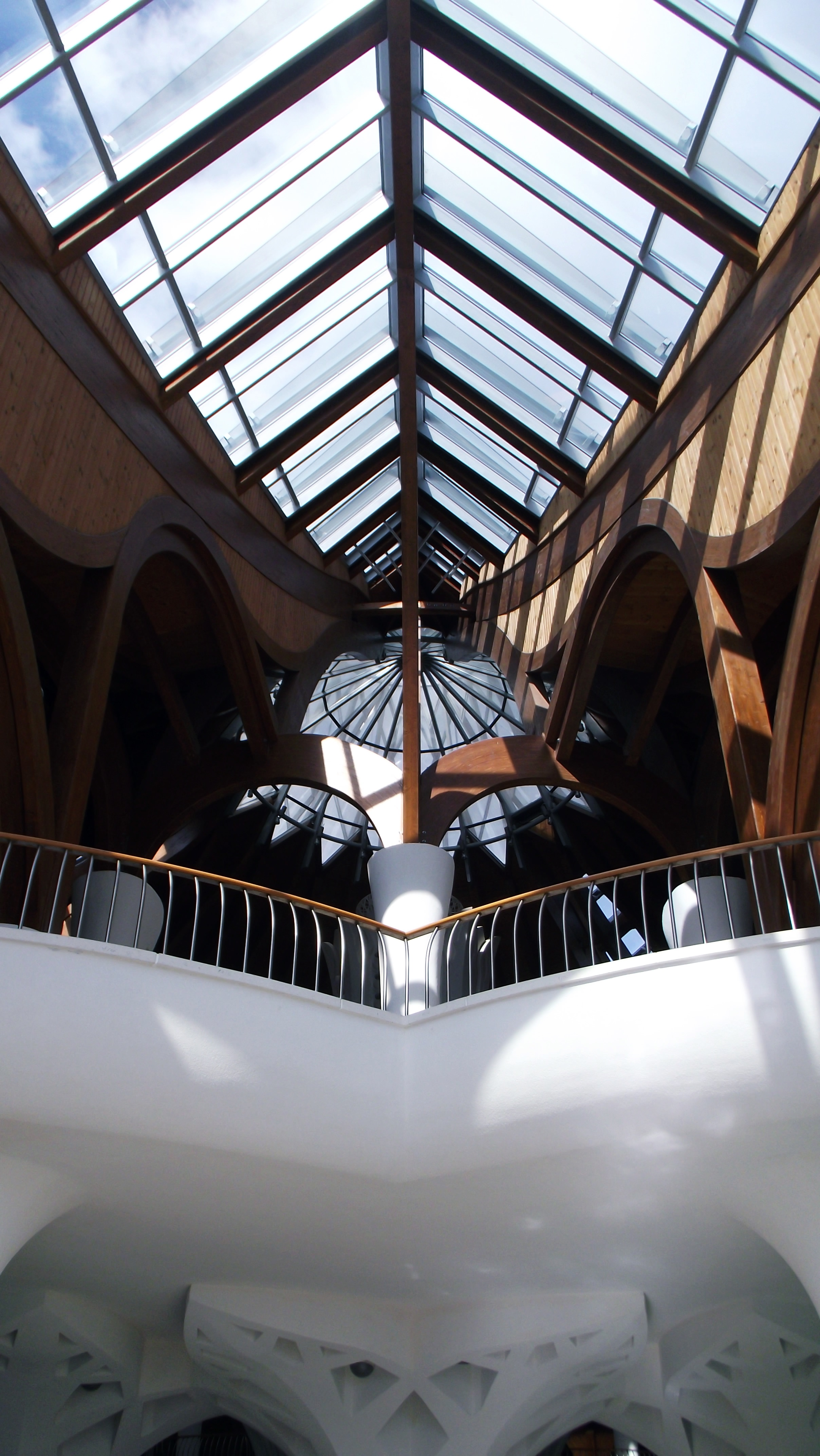
Belső medence rész

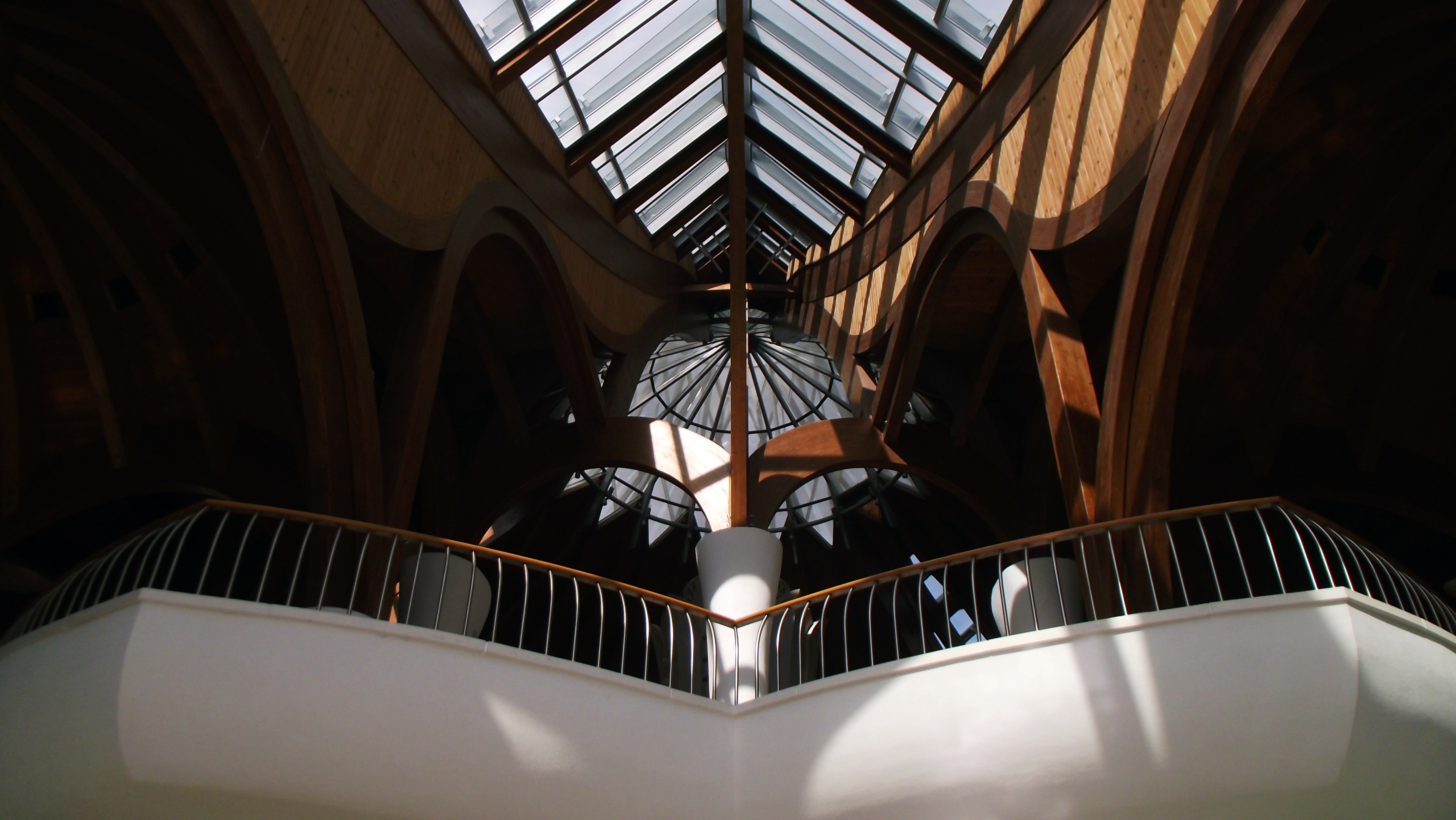
A belső rész emelete

Nem új keletű az elképzelés, hogy Makónak az idegenforgalom fejlesztése révén kellene kitörnie abból a periférikus helyzetéből, ahol gyakorlatilag a második világháború után került. A kistérségben található gazdag építészeti emlékek és a Maroshoz kapcsolódó víziturizmus lehetőségei önmagában azonban kevésnek bizonyultak: a városi gyógyidegenforgalom kialakításához - ahogy ezt már az 1990-es évek végén született elemzések is megállapították - az úthálózat fejlesztése, minőségi szállodai szolgáltatások kiépítésére, valamint a gyógyvízbe és a fürdőbe történő, a város erejét meghaladó tőkebefektetésre lenne szükség. Bár az elkészült szakértői vélemények hangsúlyozták, hogy a turizmus a város gazdaságélénkítő motorjává válhat, az idegenforgalomba történő invesztálást többen ekkor még nem találták járható, nyereséget termelő útnak - Becsei József egyetemi tanár például úgy vélte, hogy „az idegenforgalomból Makó még egy-két emberöltőig nem fog meggazdagodni.”
A városvezetés azonban ragaszkodott a termál- és gyógyfürdő fejlesztéséhez, és Makovecz Imrével, a nemzetközileg is elismert organikus építésszel 1998-ban elkészíttette az új teljesítmény terveit, amely már a gyógyrészleg mellett élményfürdővel is számol. A pozitív tartalmú megvalósíthatósági tanulmány után a város újabb szakértők bevonásával és lakossági fórumok rendezésével kétfordulós egyeztetést hajtott végre, majd 2000-ben beadott egy komplex fürdőfejlesztési pályázatot a Széchenyi-terv keretein belül, amely a wellness-részleg megépítését tartalmazta; összköltsége (akkori árakon) 600 millió forint lett volna. Jóllehet az első Orbán-kormány által meghirdetett terv részeként megvalósuló egészségturisztikai fejlesztések nyertes pályázatainak száma országosan meghaladja a százat (a kedvezményezett településeké pedig a hetvenet), a makói fürdőfejlesztési koncepció nem kapott támogatást.
A létesítmény bővítése ezek után kisebb lépésekben folytatódott: 2002. április 18-án átadták a Makovecz tervei nyomán megvalósult, hullámfürdővel, vadvízzel, gejzírrel, gombákkal, ülőpados hidromasszázzsal és buzgárral ellátott szabadtéri élménymedencét. 2004. június 4-ére elkészült a szabadtéri csúszda és a hozzá tartozó feszített víztükrű érkező medence.
A város önkormányzata a 2002-2006-os önkormányzati ciklusban címzett támogatást nyert az első Gyurcsány-kormánytól térségi tanuszoda építésére. Az épület organikus terveit Csernyus Lőrinc készítette el. A fokozatosan mélyülő beltéri, 300 négyzetméteres tanmedencét magában foglaló épületet, valamint a hozzá tartozó szabadtéri, élményelemekkel felszerelt gyermekmedencét és babamedencét, 25 méteres szabadtéri tanmedencét, lazító medencét és szauna részleget 2007 májusában adták át. A beruházással egy időben új meleg vizes termálkutat is fúrtak. A tanmedence helyén korábban szecessziós stílusú polgárház állt, melynek elbontása többekben ellenérzéseket keltett.

### Új tervek, új pályázat
Ezt megelőzően, 2007. április 28-án, városnapon egészségturisztikai témájú konferenciát rendeztek, amin a szakma elismert képviselői - például Ruszinkó Ádám - is részt vettek. A konferencia összegzése az volt, hogy Makónak a gyógyiszap lehetőségeire alapozva kell fejlesztenie fürdőjét, a kapcsolódó szálláshelyek kialakítása azonban már magántőke befektetését is igényelni fogja. A fejlesztést előkészítendő a város tanácskozásra hívta a helyi vállalkozókat is. A város képviselő-testülete többször tárgyalta a lehetséges fürdőfejlesztési-koncepciókat, majd Vörös Imrét bízta meg a gyógyászati - és megnövelt területű wellnessrészleget, valamint egy legalább 400 négyzetméteres élményfürdő-medenceteret, családi zónát és szaunavilágot tartalmazó terv előkészítésével. Az apropót a Dél-Alföldi Regionális Operatív Program kiírása adta, ami jelentős önerő befektetés mellett lehetőséget nyújtott uniós források lehívására; a tervtől Makó fürdővárossá válását várták a település vezetői. Jó kiindulási pontnak tűnt, hogy a szabadtéri és fedett tanmedencék átadása, valamint Románia európai uniós csatlakozása óta a fürdő forgalma megduplázódott, és többszörösére nőtt a külföldi vendégek száma.
A városvezetés az új fürdőkomplexum építészeti terveinek elkészítésével ismételten Makovecz Imrét bízta meg. A 2007 decemberében bemutatott tervek az építésztől megszokott látványos megoldásokat, organikus elemeket tartalmaztak. A létesítmény felépítésének költségét három és fél milliárd forintra becsülték. Az élmény-, gyógy- és wellnesselemeket is felvonultató épületegyüttes megvalósításához azonban el kellett bontani a már meglévő, a helyi úszósport alapját képező 50 méteres hideg vizes medencét. A jó állapotúnak tartott medence elbontása jelentős tiltakozást generált a törzsvendégek, valamint az úszást versenyszerűen gyakorlók körében; aláírásgyűjtés is indult a terv megváltoztatása érdekében. A terv egy másik pontja is megosztotta a közvéleményt: az önerő finanszírozása érdekében a városvezetés svájci frank alapú kötvényt bocsátott ki két és fél milliárd forint értékben, melyet 2013-tól kell törlesztenie; a helyi ellenzék, a Fidesz képviselőcsoportja ezt túl kockázatosnak tartotta, és kötvénykibocsátás nélkül, több kisebb lépésben javasolta fejleszteni a fürdőt. Jóllehet a vita élesedésével párhuzamosan az összegyűjtött tiltakozó aláírások száma elérte a hatezret, és az új fürdővezetők javadalmazása is feszültséget szított, a testület végül elfogadta a koncepciót, és megkezdődött az engedélyes építési tervek elkészítése.
A makoveczi tervek alapján elkészülő fürdőkomplexum négyes célú lett volna, vagyis a célkitűzés az volt, hogy a gyógy-, wellness- és élményelemek is tartalmazó létesítmény az idősebb korosztály, a középkorúak, a gyógyvendégek, a fiatalok és teljes családok számára is vonzó legyen. Új wellness- és gyógyászati szárny, egy új fedett uszoda, egy vízesést is magába foglaló élményfürdő, egy családi zóna, több új szabadtéri medence és két étterem is szerepelt a tervekben. Mindezt teljesen új szaunapark és egy fürdőben működő óvoda egészítette ki; a teljes beépített alapterület 10 600 négyzetmétert tett volna ki 1737m² vízfelülettel. Egyidejűleg 820 fő befogadására alkalmas épületegyüttes született volna így meg - az eredeti tervek szerint 2010-ben.

### A Makovecz-fürdő megvalósulása
Az önkormányzat 2008 júliusában hivatalosan is döntött arról, hogy a nagyberuházások önerejét finanszírozandó 2,5 milliárd forint értékben kötvényt bocsát ki; a Raiffeisen Bankkal megkötött szerződés révén megszerzett összeg legnagyobb részéből a fürdőfejlesztést finanszírozták. Az országos tervtanács a Makovecz-féle fürdőkoncepciót dicsérettel engedélyezésre ajánlotta; a városvezetés közben újabb fórumokat szervezett, hogy meggyőzze a lakosságot a beruházás hasznosságáról és rentabilitásáról.
Az Új Magyarország Fejlesztési Terv Dél-Alföldi Regionális Operatív Program szeptemberben támogatásban részesítette a makói önkormányzat pályázatát; a bírálóbizottság ugyanakkor a tervezettnél 300 millió forinttal kevesebbet ítélt meg a városnak, a beruházás tervezett összköltsége így 3,2 milliárd forintra módosult. A városvezetés a terveken ennek ellenére lényegében nem változtatott; úgy vélte, hogy a közel egy évig tartó építési munkálatokat a recesszió sújtotta építőipar szereplői ekkora összegért is hajlandóak lesznek elvégezni. Közben a Fidesz - Magyar Polgári Párt új választókerületi elnöke, Mágori Józsefné bejelentette, hogy az ellenzék is támogatja a fürdőfejlesztést.
2009 márciusában azonban kiderült, hogy a fürdő - a pályázatban meghatározott műszaki tartalommal és idő alatt történő - megvalósítása a városvezetés által becsültnél sokkal nagyobb költséget jelent: a közbeszerzésre jelentkezett kivitelezők ugyanis 4 milliárd 987 millió, 5 milliárd 498 millió, illetve 5 milliárd 750 millió forintért lettek volna hajlandók vállalni a munkát. Az önkormányzat ezért az eljárást eredménytelennek nyilvánította, majd átterveztette Makovecz Imre irodájával a fürdőt: kikerült belőle a 25 méteres fedett uszoda, a családi részleg és a kiúszós élménymedence, aminek eredményeképpen az eredeti terveknél 2500 négyzetméterrel kisebb komplexum 1,4 milliárddal kevesebből is megvalósíthatóvá vált.
Augusztus 19-én a város beadta az átdolgozott pályázatot a Új Magyarország Fejlesztési Terv Dél-alföldi Regionális Operatív Programja (DAOP) bírálóbizottsága számára, és novemberben pozitív döntés született: a 3,35 milliárd forintos fejlesztés 50%-át európai uniós támogatásból tudta fedezni a város. Ekkorra már eldőlt az is, hogy kivitelező a debreceni székhelyű Keviép Építőipari és Kereskedelmi Kft. lesz. November 19-én átadták a munkaterületet a kivitelezőnek, ami az elöregedett, különösebb esztétikai értékkel nem bíró fürdőépület bontásával kezdte meg a munkálatokat; a befejezés céldátuma ekkor még 2011 júniusa volt. 2010 januárjának első hetében elkezdődtek a telekhatáron túli munkálatok is, és életbe léptek a forgalomkorlátozások is. Ezután az alapozási munkálatok következtek, amit némileg hátráltatott a talajvíz és a nyár csapadékos időjárása, a kivitelező szivattyúkat is hadrendbe állított.
Szeptember 14-én napvilágot látott a hír, hogy két - a tudósításokban legtöbbször „fideszes gazdasági szakértőként” aposztrofált - makói fiatalember jogsértőnek tartja a fürdőépítés finanszírozásának módját: a város ugyanis saját cégének, a Makói Fürdőfejlesztő Kft.-nek folyósította kamatmentes tagi kölcsön formájában a fürdőfejlesztéshez szükséges önerőt, ez pedig szerintük a Nemzeti Fejlesztési Ügynökség felülvizsgálatához, végső soron az európai uniós támogatás ki nem fizetéséhez fog vezetni. Buzás Péter polgármester sajtótájékoztatóján cáfolta a tagi kölcsön jogszerűtlenségét, és az ezzel kapcsolatos kijelentéseket ártó szándékúnak, az ellenzék politikai kampányának tartotta. Mágori Józsefné Fidesz-KNDP-s országgyűlési képviselő, a Makói Fürdőfejlesztő Kft. felügyelőbizottsági tagja - egyben Buzás Péter kihívója a küszöbön álló önkormányzati választásokon - úgy vélte, hogy a kormány beavatkozását fogja igényelni a fürdő befejezése és annak jövőbeli működtetése, egyúttal leszögezte, hogy szakértői csapat híján nem tudta áttanulmányozni a pályázati dokumentációt; „ahogyan a pályázatot befogadó hatóságokat, úgy engem is becsaptak” - tette hozzá sajtótájékoztatóján. A Dél-Alföldi Regionális Fejlesztési Ügynökség ügyvezető igazgatója cáfolta, hogy félbemaradhatna vagy leállhatna a fürdőépítés; korábban küldött levelükben pedig - amelyről a tudósítások beszámoltak - csupán felhívták a város figyelmét arra, hogy meg kell vizsgálni, hogy az áfa-visszaigénylés érdekében kamatmentes tagi kölcsönként folyósított önerő megfelel-e az európai elvárásoknak, vagy más finanszírozási módra lesz szükség.
Szeptember 29-én a városba érkezett Molnár Ágnes, a Nemzeti Fejlesztési Minisztérium fejlesztési és koordinációs államtitkára, aki a városi Fidesz-irodában rövid sajtótájékoztatót tartott. A fürdőfejlesztést ebben „szabálytalan projektnek” nevezte, majd közölte, hogy a minisztérium felfüggeszti az uniós támogatás közvetítését. A polgármester ugyanakkor közölte, hogy a város erről semmilyen hivatalos értesítést nem kapott, a munkálatok az államtitkár-asszony sajtótájékoztatója után is tovább zajlanak; egyúttal fenntartotta véleményét, hogy a beruházás „a választási kampánynak esett áldozatul.” A támogatás kifizetésének fölfüggesztése október 19-én végül mégis megtörtént, és 45 napig tartó szabálytalansági vizsgálat indult. Az önkormányzat az építkezést ennek ellenére nem állította le, a kivitelező Keviép 150 embere folyamatosan dolgozott a munkaterületen. A város novemberben megváltoztatta a finanszírozás módját - a fürdőfejlesztő kft. helyébe az önkormányzat lépett - és ezt már 2011 februárjában a fejlesztési ügynökség is rendben találta, a vizsgálatot lezárta, a támogatás folyósítása pedig újraindult.
A fürdő bokrétaavató ünnepségét május 5-én tartották, annak apropójából, hogy elérték a leendő épületegyüttes legmagasabb pontját; ekkor 60-65%-ban volt kész a beruházás. Augusztus 22-én kigyulladt a leendő élménymedencetér építés alatt álló faszerkezetes kupolája: a tetőszerkezet több méteres lángokkal égett, a fürdő 1500 négyzetméteres tetőszerkezetének harmada megsemmisült, de további részek is elszenesedtek. A hármas fokozatú tüzet a tűzoltóság négy gépjárműfecskendővel és két, magasból mentésre alkalmas járművel egy óra alatt tudta megfékezni. A megégett kupola menthetetlen részét visszabontották, majd a kivitelező a csúszás minimalizálása érdekében túlórákat iktatott be, és megnövelte a dolgozók létszámát; a később lezárult vizsgálat megállapította, hogy a tűzeset hegesztés közben eszkalálódott, de a kivitelező szabályosan járt el, így a vizsgálat nem talált felelőst és fatális véletlenként aposztrofálta a lángok felcsapását.
Október 12-én helyezték rá a 2 méter magas vörösréz csúcsdíszt az élménymedence tér nagykupolájára, az átadáshoz közeledve az építkezésen ekkor már körülbelül 400-an dolgoztak. A próbaüzem után januárban megtörtént a műszaki átadás is, majd nyílt napokat szerveztek az érdeklődőknek, akik még a nyitás előtt csoportosan végigjárhatták a fürdőt: közel háromezer ember tekintette így meg az elkészült fürdőt. A fürdő nyitásának előestéjén a város ünnepi képviselő-testületi ülést tartott a Korona Szálló emeleti dísztermében, ahol oklevelekkel és emlékérmekkel ismerték el azok munkáját, akik nélkül nem valósulhatott volna meg a már nyitásakor országos és nemzetközi érdeklődés középpontjába került épületegyüttes.
2012. január 20-án avatták föl és nyitották meg hivatalosan a nagyközönség előtt az új fürdőt. A korábbi Marczibányi - az ünnepség idején már az időközben elhunyt építész, Makovecz Imre nevét viselő - téren több száz helybéli gyűlt össze. Szentpéteri Csilla zongoraművész, a város szülötte zenekari kísérettel előadta - több korábbi műve mellett - az alkalomra komponált „Makói idillt” is, Makovecz Pál pedig a budapesti Szent István Király Zeneművészeti Szakközépiskola zenekarának vezényelt. Beszédet mondott és a nemzetiszín szalag átvágásakor segédkezett Buzás Péter polgármester, Horváth Gergely, a Magyar Turizmus Zrt. vezérigazgatója, Miklóssy Ferenc, a kivitelező Keviép vezetője és Kovacsics Imre fürdőigazgató.

## Medencék
- Élménymedence (hullámfürdővel, vadvízzel, gejzírrel, gombákkal, ülőpados hidromasszázzsal és buzgárral)
- Beltéri kalandmedence (sodrófolyosóval, 1,35 méteres vízmélység)
- Beltéri relaxmedence (sakkasztalokkal, buzgárokkal, masszírozókkal, 0,90 méteres vízmélység)
- Beltéri barlangmedence (hang- és fényhatásokkal, 0,90 - 1,35 méteres vízmélység)
- Beltéri csúszdás gyermekmedence (ún. „sherwoodi medence”, 0,60 - 0,80 méteres vízmélység)
- Beltéri gyógyvizes medence (ún. „brüggölőmedence”, 0,95 méteres vízmélység)
- Kültéri gyógyvizes medence (sakkasztalokkal, 0,95 méteres vízmélység)
- Beltéri tocsogómedence (0,15 méteres vízmélység)
- Beltéri tanmedence (300 négyzetméteres)
- Gyermek medence (15 négyzetméteres)
- Lazító medence (7 négyzetméteres)
- Szabadtéri babamedence élményelemekkel
- Szabadtéri gyermekmedence élményelemekkel
- Szabadtéri 25 méteres tanmedence
- Szabadtéri csúszdamedence
- Beltéri hideg vizes szaunás csobbanómedence (1,30 méteres vízmélység)
- Súlyfürdőmedence (1,20 - 2,20 méteres vízmélység)
- Gyógytornamedence (1,20 - 1,30 méteres vízmélység)

## Szolgáltatások

### Gyógyászat
A társadalombiztosítás által támogatott gyógykezelések között érdemes megemlíteni a beltéri- és kültéri gyógyvizes gyógymedencék szolgáltatásait, a marosi gyógyiszapkezelést, a súlyfürdőt, az orvosi gyógymasszázst, a víz alatti sugármasszázst (tangentor), a víz alatti csoportos gyógytornát, a komplex fürdőgyógyászati ellátást és a csoportos gyógyúszást (18 éven aluliaknak). Mindezen szolgáltatások szabadpiaci áron is igénybe vehetők, akárcsak az iszapkádas kezelés és az elektroterápia. A makói gyógyvíz kiválóan alkalmas az ízületi és gerinckopásos betegségek, az ízületi gyulladások, ideggyulladások, idegfájdalmak, valamint az idegbénulás és a sorvadt izmok gyógyítására. A marosi gyógyiszap enyhén radioaktív, szemcseösszetétele alapján a maga nemében egyedülálló; bizonyítottan hatásosan képes kezelni mozgásszervi és reumatológiai betegségeket, lumbágót; alkalmas a végtagtörések utókezelésére és nőgyógyászati krónikus gyulladások gyógyítására is. A Hagymatikum fürdőkomplexumban található az ország egyik legjelentősebb gyógyászati részlege csaknem negyven kezelővel.

### Wellness
A fürdőbe látogatók svéd-, cellulit-, gyógynövényes-, aroma-, lávaköves- és talpmasszázst próbálhatnak ki, de lehetőség van Bioptron-kezelés és hangterápia igénybe vételére is. A wellness-szolgáltatásokat a beauty részleg fodrászati és pedikűr-manikűr szolgáltatásai egészítik ki. A makói fürdőkomplexumban található Magyarország egyik legnagyobb szaunarészlege; a vendégek élvezhetik a gőzkabin (alkalmas asztma, reuma, rekedtség, izomfájdalmak, keringési zavarok gyógyítására, 35-50 °C, 90-100%-os páratartalom), az intim szauna (kanadai vörös cédrus lambéria burkolat, 95-105 °C, 5-10%-os páratartalom), a fényözön szauna (Hemlock lambéria burkolat, fényterápia váltakozó színekkel, egyedi fekvőpadok, 75-80 °C, 10-20%-os páratartalom) a gyógynövényes szauna (borovifenyő lambéria burkolat, különböző gyógynövények, 55-60 °C, 25-35%-os páratartalom), az aroma szauna (Hemlock lambéria burkolat, illóolajok, automata vízföltöltésű szauna-kályha, 60-65 °C, 20-40%-os páratartalom), az infrakabin (Hemlock lambéria burkolat, infravörös sugarak, sótégla fal, 40–60 °C, 40-60%-os páratartalom), a makói szauna (rétegelt és táblásított cédruslemez, makói hagymával díszített üvegablak, különböző felöntések, 90-95 °C, 5-10%-os páratartalom) és az alföldi szauna (szabadban elhelyezett, finn északi lucfenyő lambéria burkolat, szalma-, kukorica- és náddíszítés, 85-90 °C, 10-20%-os páratartalom) nyújtotta élményeket. A szaunakabinokat merülő medence, jégkása adagoló, élményzuhany és dézsás zuhany egészíti ki.

### Gasztronómia, vendéglátás
A fürdőkomplexum épületében található étterem többek között házias ételekkel és salátákkal várja a betérőket, míg a Nyugi bárban szendvicsek, sütemények és italok fogyasztása mellett mód nyílik a játékterem csocsó-, pingpong-, kártya- és biliárdasztalainak használatára is.

## Építészeti jellemzői
A 2012 januárjában átadott épületegyüttes Makovecz Imre utolsó - az építész 2011. szeptemberben elhunyt, így az átadást már nem élhette meg - és egyben legnagyobb alapterületű munkája. A pénztárakat és egy ajándékboltot is magába foglaló fogadóépület látványát meghatározza a két torony által határolt hatalmas kupola, melynek üvegcsúcsa koronát idéz; a főbejárat a Makovecz tér tengelyébe került. A faragott fejfákra emlékeztető két hófehér betonoszlop és az egymásra dőlő kettős kupolájú, a piliscsabai Stephaneumot idéző oszlopos zenepavilon lehatárolja a fürdőépületet a sétálóövezettől, egyszersmind azonban az épületek tömeghatását finomítva össze is köti azzal. Az élménymedencetér számos 29 kisebb mellék- és egy nagy kupolát ötvöz, amely üveg csúcsban és vörösréz, gúla alakú csúcsdíszben végződik, az épület a földből feltörő, felbugyogó vizet hivatott jelképezni. Az egyúttal földvárként megjelenített, oldalán befüvesített épület belsejében egy tíz méter magas organikus életfa-oszlop található. Ez Makovecz eredeti tervei szerint vízesésként szolgált volna, ez azonban vetemedést okozhatott volna a ragasztott fa tetőszerkezetben, ezért az oszlop belsejében végül a légcserélő-rendszert rejtették el. Az épületbelső stilizált emberfőkkel, angyalszárnyakkal és növényi motívumokkal ékesített, a mellékkupolák a török fürdőkultúrára utalnak. Az oldalsó megvilágításokkal szemben túlsúlyban vannak a felülvilágítók, amelyek így a külső terektől függetlenített, önálló belső világot hoznak létre. A földszinti medencékből kiinduló oszlopok tartják a többszintes élménymedencetér galériáját, amelyet pálmafák és stilizált emberfejekkel díszített oszlopok ékesítenek. További kisebb, üvegcsúcsban végződő fakupolák alatt található a gyermekrészleg és az étterem, míg a gyógyászati részt külön szárnyban került elhelyezésre, amely üvegfalú, kiúszós gyógyvizes medencében végződik. Az épületegyüttes fehér alapszínű, amihez a tetőszerkezeteken - a Hagymaházhoz hasonlóan - hideg tónusú, sötét pala társul.
A kritikusok véleménye megoszlott az épület értékelésekor. Többen vélték úgy, hogy messze került egymástól az épület térlefedése és funkciója, de akadt olyan vélemény is, mely szerint „építészet és funkció ragyogóan összefut” az új fürdőben. Az írások zöme ugyanakkor egyetértett abban, hogy a Makovecz Imre tervezte épületegyüttes kuriózumnak számít, és jelentős vonzerővel bíró látványosság, ami jó kiindulási pont egy stabil vendégkör kialakításához.
2012 augusztusában az Építőipari Mesterdíj Alapítvány kuratóriuma kétszeres Építőipari Mesterdíjban részesítette a generálkivitelező KEVIÉP Építőipari és Kereskedelmi Kft-t a „fürdőkomplexum teljes szerkezetépítésén végzett zsaluzási, vasszerelési és betonozási munkák minőségének elismeréséül”, valamint az „épületegyüttesen a ragasztott faszerkezetből és a hagyományos ácsszerkezettel készülő tetőszerkezetekre pala-, illetve rézlemez héjalással, bádogos-munkákkal, felülvilágítókkal, díszítő elemekkel készített munkák minőségének” kapcsán is. Építőipari Mesterdíjat kapott továbbá a SOKON Kft. is a fürdő „tetőszerkezet-építésén ragasztott fatartók előregyártása és a helyszíni szerkezet-szerelési munkák minőségének” elismeréseképpen.